# Boana joaquini
Hypsiboas joaquini es una especie de anfibios de la familia Hylidae. Es endémica de Brasil.
Sus hábitats naturales incluyen praderas parcialmente inundadas, ríos y pastos.